# Mistrzostwa Europy w Wioślarstwie 2010 – dwójka podwójna wagi lekkiej kobiet
Dwójka podwójna wagi lekkiej kobiet (LW2x) – konkurencja rozgrywana podczas Mistrzostw Europy w Wioślarstwie 2010 w Montemor-o-Velho między 10 a 12 września.

## Harmonogram konkurencji
| Wydarzenie                  | Runda      |
| --------------------------- | ---------- |
| Piątek, 10 września 2010    | Eliminacje |
| Sobota, 11 września 2010    | Repasaże   |
| Niedziela, 12 września 2010 | Finał B    |
| Niedziela, 12 września 2010 | Finał A    |

## Medaliści
| Złoto                                              | Srebro                                      | Brąz                                 |
| Grecja · Christina Giazitzidou · Alexandra Tsiavou | Polska · Magdalena Kemnitz · Agnieszka Renc | Niemcy · Daniela Reimer · Anja Noske |

## Wyniki

### Eliminacje
Reguła kwalifikacji: 1 → FA, 2.. → R

#### Eliminacje 1
| Miejsce | Zawodnik                                          | Kraj      | Czas    | Uwagi |
| ------- | ------------------------------------------------- | --------- | ------- | ----- |
| 1       | Christina Giazitzidou Alexandra Tsiavou           | Grecja    | 7:00,00 | FA    |
| 2       | Maialen Arrazola Santesteban Teresa Mas De Xaxars | Hiszpania | 7:11,57 | R     |
| 3       | Rianne Sigmond Maaike Head                        | Holandia  | 7:13,60 | R     |
| 4       | Karin Radström Cecilia Lilja                      | Szwecja   | 7:14,62 | R     |
| 5       | Anna Alliquander Zsuzsanna Hajdú                  | Węgry     | 7:22,36 | R     |
| 6       | Natalja Warfołomiejewa Anna Jazykowa              | Rosja     | 7:24,16 | R     |

#### Eliminacje 2
| Miejsce | Zawodnik                         | Kraj       | Czas    | Uwagi |
| ------- | -------------------------------- | ---------- | ------- | ----- |
| 1       | Daniela Reimer Anja Noske        | Niemcy     | 7:05,55 | FA    |
| 2       | Claire Lambe Siobhan McCrohan    | Irlandia   | 7:09,42 | R     |
| 3       | Eleonora Trivella Erika Bello    | Włochy     | 7:09,47 | R     |
| 4       | Eugénie Vince Elise Maurin       | Francja    | 7:09,81 | R     |
| 5       | Magdalena Kemnitz Agnieszka Renc | Polska     | 7:10,54 | R     |
| 6       | Janine Coelho Carla Mendes       | Portugalia | 7:21,85 | R     |

### Repasaże
Reguła kwalifikacji: 1-2 → FA, 3... → FB

#### Repasaże 1
| Miejsce | Zawodnik                                          | Kraj      | Czas    | Uwagi |
| ------- | ------------------------------------------------- | --------- | ------- | ----- |
| 1       | Eleonora Trivella Erika Bello                     | Włochy    | 7:20,49 | FA    |
| 2       | Maialen Arrazola Santesteban Teresa Mas De Xaxars | Hiszpania | 7:22,75 | FA    |
| 3       | Eugénie Vince Elise Maurin                        | Francja   | 7:24,07 | FB    |
| 4       | Anna Alliquander Zsuzsanna Hajdú                  | Węgry     | 7:25,28 | FB    |
| 5       | Natalja Warfołomiejewa Anna Jazykowa              | Rosja     | 7:33,36 | FB    |

#### Repasaże 2
| Miejsce | Zawodnik                         | Kraj       | Czas    | Uwagi |
| ------- | -------------------------------- | ---------- | ------- | ----- |
| 1       | Magdalena Kemnitz Agnieszka Renc | Polska     | 7:20,87 | FA    |
| 2       | Claire Lambe Siobhan McCrohan    | Irlandia   | 7:24,46 | FA    |
| 3       | Karin Radström Cecilia Lilja     | Szwecja    | 7:26,71 | FB    |
| 4       | Rianne Sigmond Maaike Head       | Holandia   | 7:33,01 | FB    |
| 5       | Janine Coelho Carla Mendes       | Portugalia | 7:36,85 | FB    |

### Finał B
| Miejsce | Zawodnik                             | Kraj       | Czas    | Uwagi |
| ------- | ------------------------------------ | ---------- | ------- | ----- |
| 1       | Eugénie Vince Elise Maurin           | Francja    | 7:19,34 |       |
| 2       | Karin Radström Cecilia Lilja         | Szwecja    | 7:20,12 |       |
| 3       | Rianne Sigmond Maaike Head           | Holandia   | 7:21,00 |       |
| 4       | Anna Alliquander Zsuzsanna Hajdú     | Węgry      | 7:21,10 |       |
| 5       | Natalja Warfołomiejewa Anna Jazykowa | Rosja      | 7:22,90 |       |
| 6       | Janine Coelho Carla Mendes           | Portugalia | 7:25,92 |       |

### Finał A
| Miejsce | Zawodnik                                          | Kraj      | Czas    | Uwagi |
| ------- | ------------------------------------------------- | --------- | ------- | ----- |
|         | Christina Giazitzidou Alexandra Tsiavou           | Grecja    | 6:58,18 |       |
|         | Magdalena Kemnitz Agnieszka Renc                  | Polska    | 7:06,16 |       |
|         | Daniela Reimer Anja Noske                         | Niemcy    | 7:08,29 |       |
| 4       | Claire Lambe Siobhan McCrohan                     | Irlandia  | 7:10,16 |       |
| 5       | Eleonora Trivella Erika Bello                     | Włochy    | 7:11,42 |       |
| 6       | Maialen Arrazola Santesteban Teresa Mas De Xaxars | Hiszpania | 7:22,80 |       |